# Unione Sportiva Viterbese 1996-1997
Questa pagina raccoglie le informazioni riguardanti l'Unione Sportiva Viterbese nelle competizioni ufficiali della stagione 1996-1997.

## Rosa
| N. |                   | Ruolo | Calciatore           |
| -- | ----------------- | ----- | -------------------- |
|    | Italia (bandiera) | C     | Roberto Balducci     |
|    | Italia (bandiera) | D     | Pietro Barbaranelli  |
|    | Italia (bandiera) | D     | Giuliano Bernardini  |
|    | Italia (bandiera) | A     | Gianni Boccia        |
|    | Italia (bandiera) | A     | Manuel Compagno      |
|    | Italia (bandiera) | C     | Francesco D'Alessio  |
|    | Italia (bandiera) | D     | Alessio Di Bisceglia |
|    | Italia (bandiera) | C     | Alessandro Ettori    |
|    | Italia (bandiera) | C     | Luciano Foschi       |
|    | Italia (bandiera) | C     | Domenico Giugliano   |
|    | Italia (bandiera) | C     | Andrea Guernier      |
|    | Italia (bandiera) | C     | Fabio Liverani       |

| N. |                   | Ruolo | Calciatore              |
| -- | ----------------- | ----- | ----------------------- |
|    | Italia (bandiera) | D     | Alemando Lolli          |
|    | Italia (bandiera) | A     | Omar Martinetti         |
|    | Italia (bandiera) | D     | Christian Martini       |
|    | Italia (bandiera) | D     | Massimiliano Nardecchia |
|    | Italia (bandiera) | P     | Paolo Onorati           |
|    | Italia (bandiera) | D     | Carmine Parlato         |
|    | Italia (bandiera) | A     | Simone Pazzaglia        |
|    | Italia (bandiera) | D     | Raffaele Perna          |
|    | Italia (bandiera) | A     | Claudio Pierantozzi     |
|    | Italia (bandiera) | C     | Gianluca Sgarra         |
|    | Italia (bandiera) | C     | Simone Tamburro         |
|    | Italia (bandiera) | P     | Nicola Visentin         |